# Ievgueni Minaiev
Ievgueni Gavrilovitch Minaiev (em russo:  Евгений Гаврилович Минаев; 21 de maio de 1933, em Klin, oblast de Moscou - 8 de dezembro de 1993) foi um halterofilista russo, campeão mundial e olímpico pela União Soviética.
Ievgueni Minaiev ganhou medalha de ouro nos Jogos Olímpicos de 1960, com 372,5 kg no total combinado (120 kg no desenvolvimento [movimento-padrão abolido em 1973], 110 no arranque e 142,5 no arremesso), na categoria até 60 kg.
Quadro de resultados
| Ano  | Posição | Competição                                  | Classe de peso | Marca                        |
| 1956 | 2.      | Jogos Olímpicos em Melbourne                | –60 kg         | 342,5 kg (115+100+127,5)     |
| 1957 | 1.      | Campeonato Mundial em Teerã                 | –60 kg         | 362,5 kg (117,5+105+140)     |
| 1958 | 2./1.*  | Campeonato Mundial e Europeu em Estocolmo** | –60 kg         | 362,5 kg (117,5+110+135)     |
| 1960 | 1.      | Campeonato Europeu em Milão                 | –60 kg         | 360 kg (115+107,5+137,5)     |
| 1960 | 1.      | Jogos Olímpicos em Roma                     | –60 kg         | 372,5 kg (120+110+142,5)     |
| 1961 | 2.      | Campeonato Mundial e Europeu em Viena**     | –60 kg         | 357,5 kg (117,5+107,5+132,5) |
| 1962 | 1.      | Campeonato Mundial e Europeu em Budapeste** | –60 kg         | 362,5 kg (117,5+107,5+137,5) |

* Ficou em 2º no campeonato mundial e 1º no europeu

**Os campeonatos mundiais e europeus de 1958, 1961 e de 1962 foram organizados como um único evento